# Interstate 465
Interstate 465 (afgekort I-465) en ook bekend als USS Indianapolis Memorial Highway is een ringweg rond Indianapolis in de Amerikaanse staat Indiana. De snelweg kruist de I-65, I-69, I-70, I-74 en biedt extra toegang tot de I-65 via de I-865.